# Lucie Madden
Lucie Madden (Canada, ca. 1947) was een Canadees organist.

## Levensloop
Madden verkreeg in 1968 de 'Prix d'Europe', een belangrijke Canadese studiebeurs voor jonge musici. Eén jaar later won ze het orgelconcours John-Robb (later herdoopt in Lynnwood Farnam Organ Competition), het belangrijkste en oudste concours in Franstalig Canada en georganiseerd onder de auspiciën van het Collège Royal Canadien des Organistes. In 1970 behaalde ze de Tweede Prijs (er was geen Eerste prijs dat jaar) in het internationaal orgelconcours georganiseerd in het kader van het Musica Antiqua Festival in Brugge.
Het is opmerkelijk dat ze nadien volledig verdwenen is van de muziekscene. In tegenstelling tot de andere prijswinnaars in het Brugse concours, die mooie tot schitterende carrières doorliepen, werd over haar nooit nog iets gehoord. Ook haar collega's van de Association des musiciens liturgiques du Canada, meer bepaald de voorzitster Helen Dugal die in hetzelfde jaar laureaat was in het Brugse orgelconcours, ondernamen vergeefse pogingen om haar terug op het spoor te komen. Ze is hier dan ook enkel opgenomen voor de volledigheid van de reeks 'orgelprijswinnaars in het internationale orgelconcours in Brugge'. Misschien komt hierdoor misschien ooit nog iemand haar op het spoor.